# Філарет (Іґнатов)
Митрополит Філарет (в миру Славчо Цеков Ігнатов); нар. 5 червня 1921, село Вирбовчець — пом. 4 червня 1987, Видин) — єпископ Православної церкви Болгарії, митрополит Видинський.

## Біографія
Народився 5 червня 1921 в селі Вирбовчець.
Початкову освіту здобув в 1935 в селі Ружинці. Закінчив в Церковно-співоче училище.
Після смерті батьків в 1939 вступив послушником в Гложенський монастир Святого Георгія Побідоносця, де 29 травня 1941 тодішнім ігуменом монастиря архімандритом Климентом (Григоровим) був пострижений у чернецтво з ім'ям Філарет.
11 січня 1942 року в Тетевені митрополитом Ловчанським Філаретом (Панайотовим) був висвячений в сан ієродиякона.
У тому ж році був зарахований в Пловдивську духовну семінарію, яку закінчив в 1947.
У липні того ж року був призначений єпархіальним дияконом при Слівенській єпархії.
З вересня 1947 навчався на Богословському факультеті Софійського університету святого Климента Охридського, який завершив у 1951.
29 червня 1953 року в Бачковському монастирі митрополитом Сливенським Никодимом (Піперовим) був висвячений в сан ієромонаха.
1 вересня того ж року призначений архієрейським намісником (благочинним) в місті Малко-Тирново, де прослужив до кінця листопада 1956.
26 квітня 1954 за рішенням Священного синоду був зведений в сан архімандрита митрополитом Сливенським Никодимом (Піперовим).
1 січня 1956 архімандрит Філарет призначений протосинкелом Сливенської єпархії.
1 лютого 1961 призначений настоятелем Бачковського монастиря.
15 вересня 1964 звільнений від настоятельства в Бачковський монастирі і призначений настоятелем храму Успіння Пресвятої Богородиці в Гончарах.
28 червня 1968 в Софії відбулося його наречення в єпископа.
2 травня 1971 обраний і 23 травня канонічно затверджений митрополитом Видинським.
Велику увагу приділяв оновленню та реставрації храмів і монастирів, підвищенню освітнього рівня священиків, при ньому був відновлений Клісурський монастир.
Помер 4 червня 1987 у Видині. Похований у храмі «Святого Миколи Чудотворця».